# Kheneg
Kheneg è un comune dell'Algeria, situato nella provincia di Laghouat.